# Muzeum Narodowe Palau
Muzeum Narodowe Palau (ang. Belau National Museum, BNM, jap. ベラウ国立博物館 – trb. Berau Kokuritsu Hakubutsukan) – muzeum narodowe założone w 1955 roku, znajdujące się w Kororze, byłej stolicy Palau i największym mieście tego kraju.

## Historia

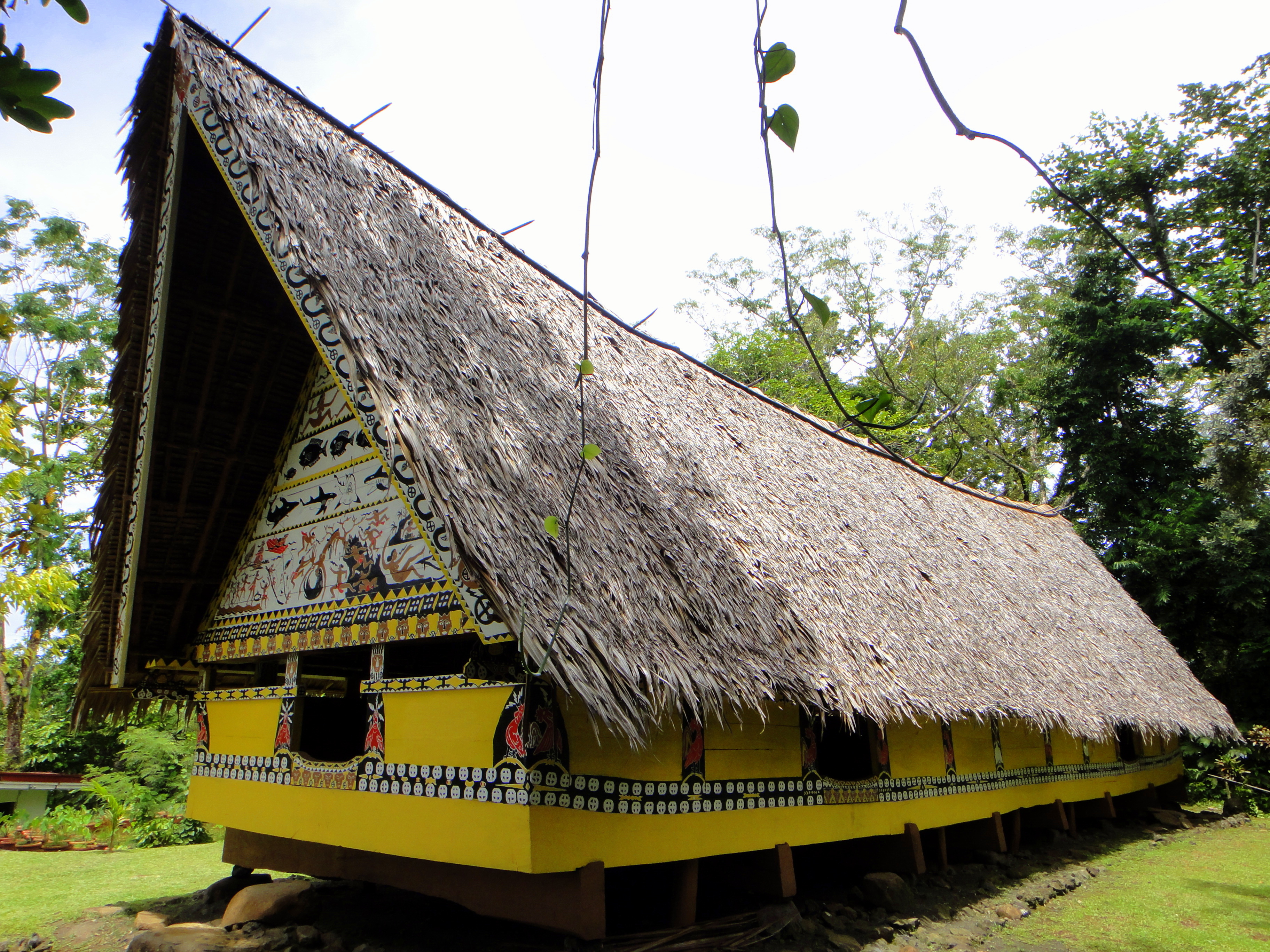
Zrekonstruowany Bai (budynek) obok budynku muzeum (2013)

Muzeum zostało założone w 1955 roku i jest najstarszym na obszarze wysp Mikronezji. Początkowo jego siedzibą był niewielki budynek z czasów przynależności Palau do Japonii, znajdujący się niedaleko lokalnego posterunku policji, następnie instytucja zajmowała piętro dawnego japońskiego biura meteorologicznego opuszczonego po Wojnie na Pacyfiku. Przy budynku wzniesiono tradycyjny palauski bai, czyli wykonane z drewna miejsce spotkań przeznaczone dla mężczyzn. Obiekt spłonął w pożarze w 1979 roku, jednak odbudowano go na początku lat 90. XX wieku z zastosowaniem tradycyjnych technik i materiałów.
W 2005 roku oddano do użytku nową siedzibę muzeum, wybudowaną przy wsparciu finansowym rządu Republiki Chińskiej (Tajwanu).
Wieloletnią dyrektorką instytucji (w latach 1979–2009) była Faustina Rehuher-Marugg, znawczyni historii i kultury Palau. W 2009 roku prezydent Johnson Toribiong powołał ją na stanowisko ministra ds. społeczności i spraw kulturalnych, a nowym dyrektorem muzeum 1 czerwca tego samego roku została Olympia Esel Morei.
W 2017 roku Muzeum Narodowe Palau podpisało memorandum o porozumieniu z Muzeum Narodowym w Pradze w sprawie współpracy głównie w dziedzinie nauk przyrodniczych.

## Zbiory

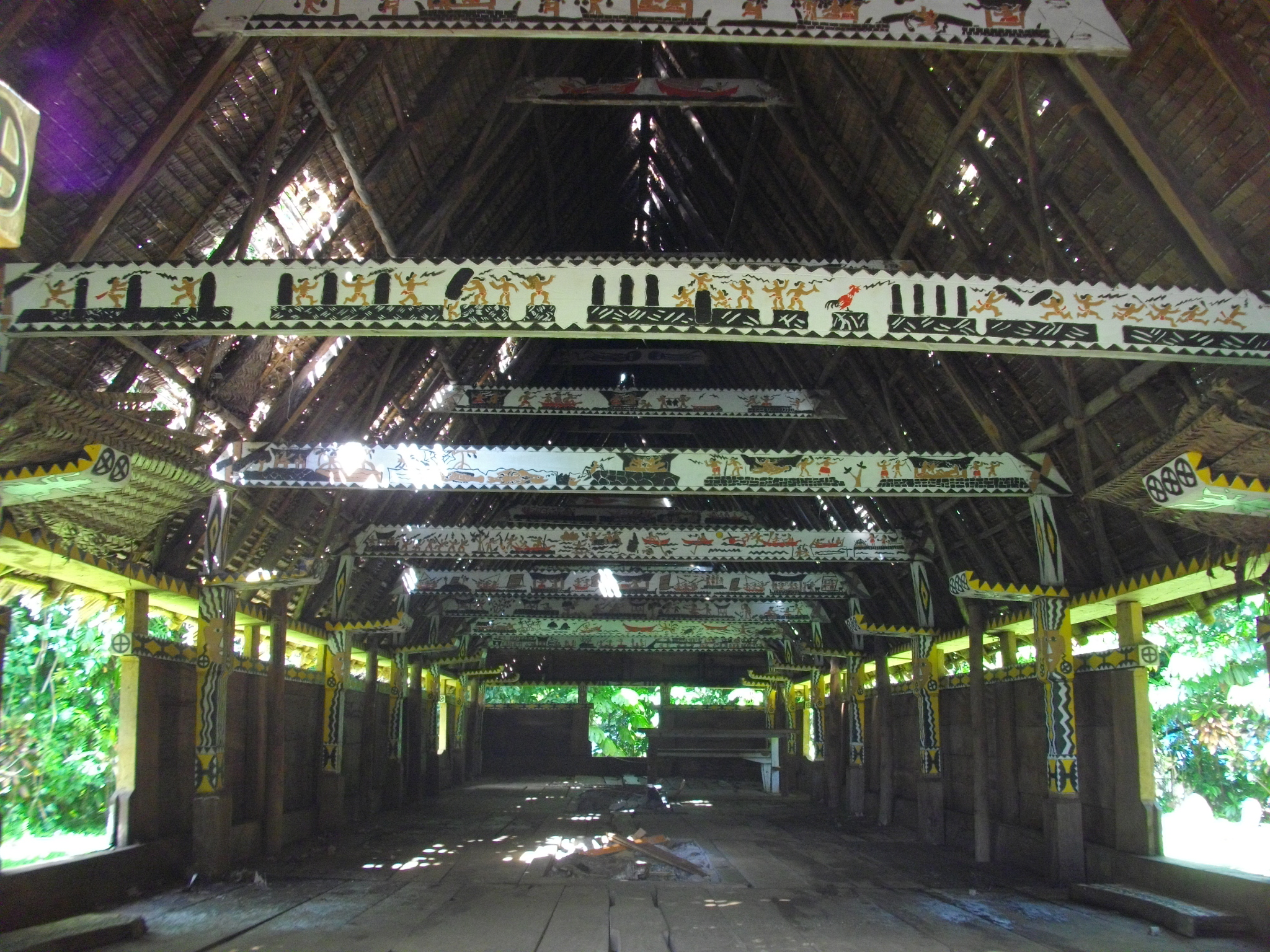
Wnętrze bai (2011)

Muzeum Narodowe Palau jest instytucją naukowo-badawczą, edukacyjną i dokumentacyjną, zajmującą się także zarządzaniem oraz ochroną i promocją dziedzictwa kulturowego oraz przyrodniczego Palau i pozostałych wysp zaliczanych do Mikronezji.
W zbiorach instytucji znajduje się ponad 4,5 tys. przedmiotów związanych z historią, etnografią, sztuką oraz historią naturalną, z których większość pochodzi z Palau i Mikronezji, a także z innych wysp Oceanii. Należą do nich m.in. tradycyjna broń czy narzędzia, a także pamiątki z czasów kolonizacji hiszpańskiej i niemieckiej, czasów japońskiej okupacji oraz z okresu II wojny światowej oraz czasów administracji amerykańskiej. 
Cennymi artefaktami są koraliki i muszelki zwane udoud funkcjonujące niegdyś na wyspach jako środek płatniczy. Oprócz tego na ekspozycji znajdują się dwa pełnowymiarowe modele palauskich kajaków – kaeb (szybki kajak umożliwiający przemieszczanie się na duże odległości) oraz kabekel (duży kajak wojenny bez żagla, mogący pomieścić nawet 32 wioślarzy). Kolekcja dzieł sztuki w Muzeum Narodowym Palau obejmuje prace artystów z kraju i zagranicy przedstawiające portrety, krajobrazy oraz sceny z życia codziennego Palauańczyków.
W działającej w ramach muzeum sekcji historii naturalnej skatalogowane są okazy palauskich roślin i zwierząt, zwłaszcza gatunków mających znaczenie kulturowe. Przy BNM funkcjonuje też biblioteka, w której zgromadzono ponad 5 tys. różnego rodzaju tomów książek oraz liczne mapy, czasopisma, plakaty, dokumenty archiwalne oraz notatki, artykuły i prace naukowe. Wśród rzadkich książek w zbiorach Muzeum Narodowego Palau wymienia się dzieła niemieckiego antropologa Augustina Krämera, który na przełomie XIX i XX wieku zajmował się badaniami i dokumentacją życia i kultury ówczesnych Palauańczyków, a także egzemplarz wydanego po raz pierwszy w 1788 roku dzieła Account of the Pelew Islands autorstwa George’a Keate’a.
Muzeum posiada też zdigitalizowane archiwum multimedialne. Instytucja prowadzi badania etnobotaniczne oraz obserwacje cennej mikronezyjskiej awifauny. W obiekcie znajduje się sklep z pamiątkami i restauracja.
W przylegającym do muzeum ogrodzie znajduje się tradycyjny bai oraz pomnik pierwszego prezydenta Palau, Haruo Remeliika.